# Lasius psammophilus
Lasius psammophilus (лат.) — вид муравьёв рода Lasius из подсемейства Formicinae (семейства Formicidae).

## Распространение
Встречаются в Западной, Центральной и Восточной Европе, на Северном Кавказе, в Крыму. На песчаных почвах, термофил.

## Описание
Мелкие муравьи (рабочие менее 5 мм). Окраска тела желтовато-бурая. На затылке многочисленные отстоящие волоски. Скапус и задние голени без многочисленных отстоящих волосков. Усики самок и рабочих 12-члениковые, у самцов состоят из 13 сегментов. Жвалы трёхугольные с 8—9 зубчиками на жевательном крае. Нижнечелюстные щупики состоят из 6 члеников, а нижнегубные — из 4. Стебелёк между грудью и брюшком одночлениковый (петиоль) с вертикальной чешуйкой.
L. psammophilus — вид, недавно выделенный из сборного вида «L. alienus» (Seifert, 1992). Это олиготоп сухих лугов, особенно на песчаном субстрате, один из самых многочисленных видов на дюнах. Он строит полностью подземные гнёзда с входами на дне воронок; вертикальные галереи достигают 120 см, горизонтальные — более 10-30 см от поверхности. Колонии моногинны, но они часто занимают несколько гнездовых систем, состоящих из нескольких связанных между собой гнездовых единиц, каждая из которых имеет свой собственный вход (см. Brian et al. 1965, Nielsen 1972). Муравьи питаются медвяной росой корневой тли, а также питаются падалью и охотой на мелких насекомых. Вне своих гнезд они обычно неагрессивны. Этот вид до сих пор не упоминался в статьях, посвященных иерархии конкуренции. Результаты исследований на дюнах в Финляндии показывают, что более высокая фуражировочная активность L. psammophilus наблюдается в условиях с более низкой температурой и более высокой влажностью по сравнению с F. cinerea, а также отсутствие пространственного вмешательства обеспечивает относительно мирное сосуществование даже в случае соседства их колоний. L. psammophilus характеризуется случайностью относительно шансов обнаружить источники пищи, тогда как фуражиры F. cinerea
более тщательно обыскивают свои территории. Конфликты могут возникать из-за крупных источников пищи, в которых обычно побеждают F. cinerea. Однако более эффективная система рекрутирования соплеменников L. psammophilus (более раннее начало и более высокая интенсивность), позволяет этому виду доминировать на участках скопления пищи при благоприятных климатических условиях.

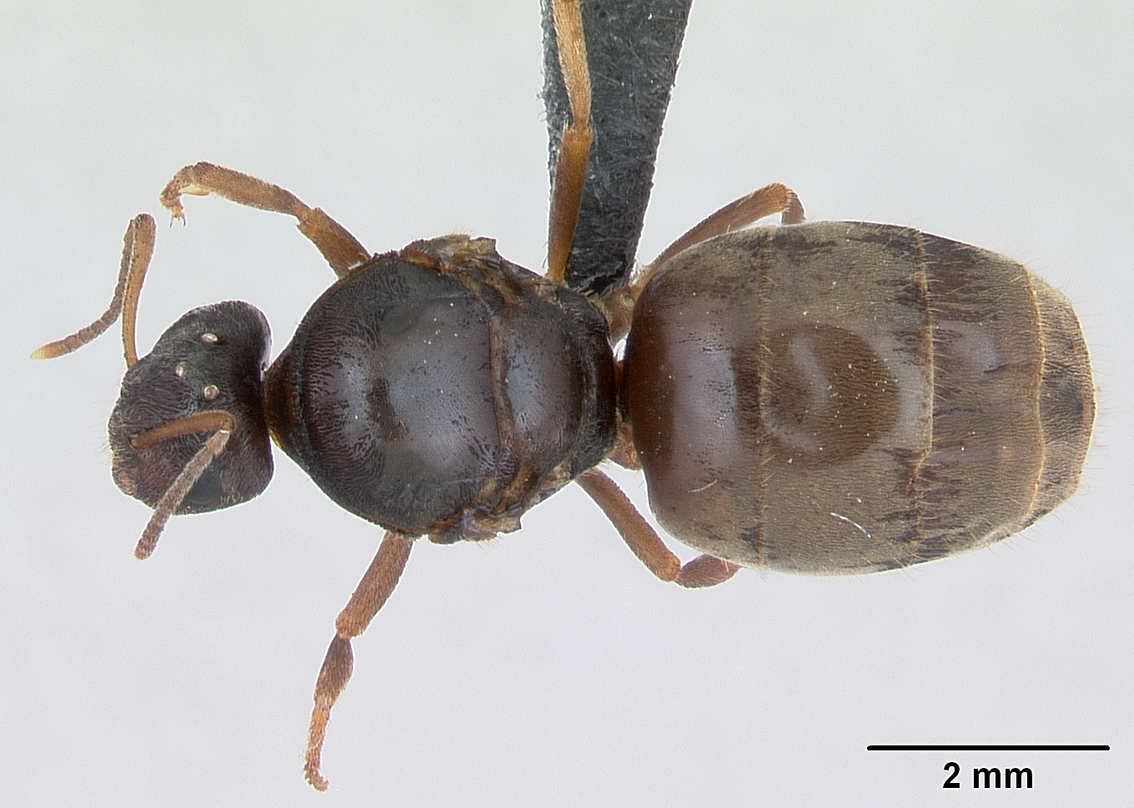
Самка
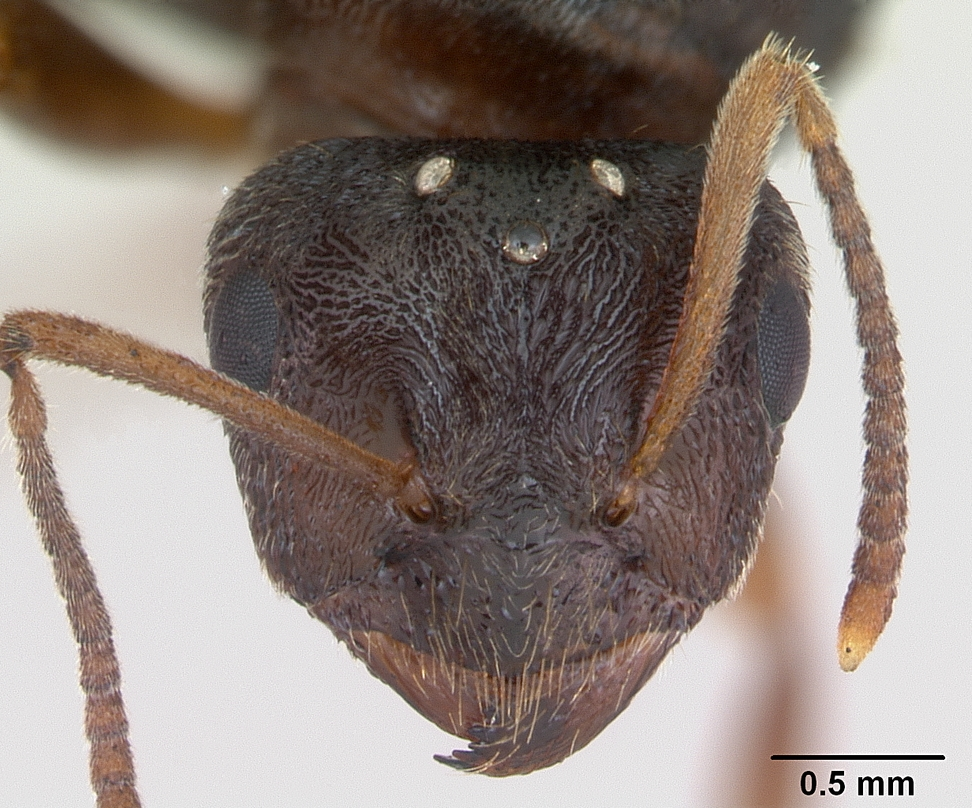
Голова самки
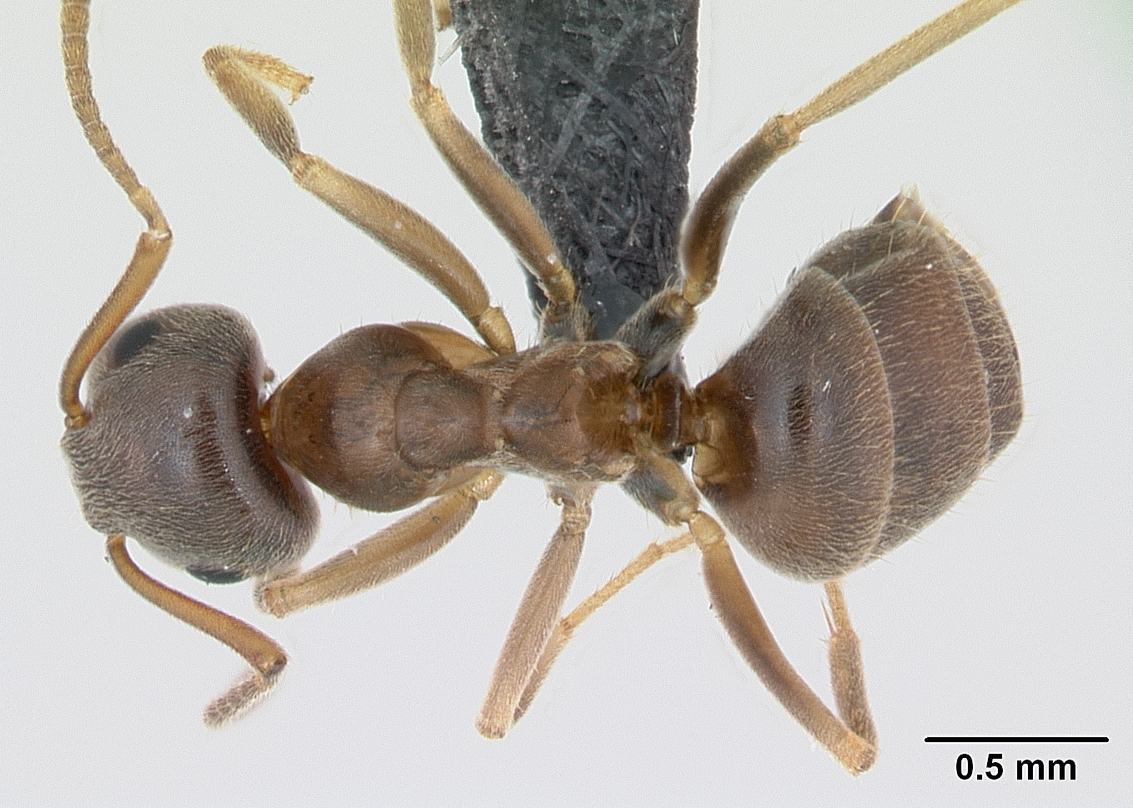
Рабочий
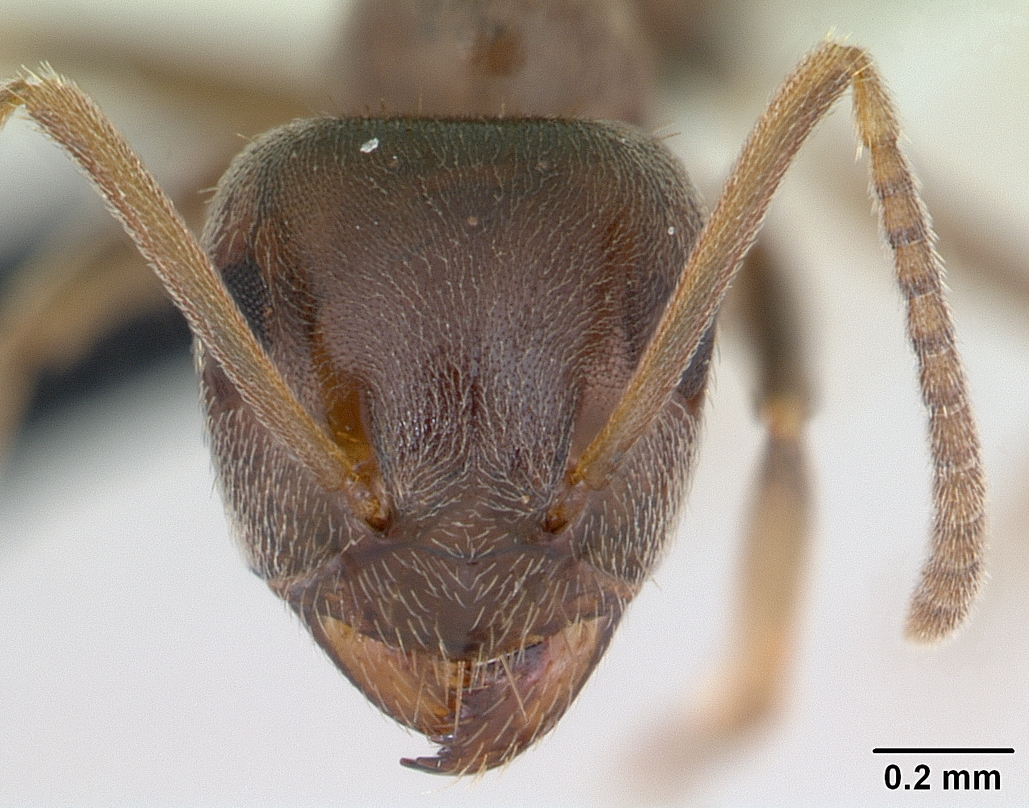
Голова рабочего